# Jien
Jien (慈円), né le 17 mai 1155 à Kyoto et mort le 28 octobre 1225 à Omi, était un poète, historien et moine bouddhiste japonais.

## Biographie
Jien est le fils de Fujiwara no Tadamichi, membre de la puissante et aristocratique famille Fujiwara. Très jeune, il rejoint un monastère bouddhiste de la secte Tendai et prend tout d'abord le nom bouddhiste de Dokaie qu'il changera plus tard en Jien.
Il commence par étudier et écrire l'Histoire du Japon, son propos étant d'« éclairer ceux qui peinent à comprendre les vicissitudes de la vie ». Son chef-d'œuvre est achevé vers 1220 et humblement intitulé Gukanshō que l'on peut traduire par Le pas grand-chose d'un presque rien. Dans cet ouvrage, il tente d'analyser les faits et évènements de l'histoire japonaise.
Il est le 95e poète du fameux recueil de Oguro Hyakunin-isshu (小倉百人一首) où il porte le titre honorifique de zen-daisōjō (前大僧正慈円), c'est-à-dire, « le premier des grands prêtres (bouddhistes) ».

## Œuvres
- Jien ; Masao Okami;  Toshihide Akamatsu, Gukanshō, Tōkyō : Iwanami Shoten, Shōwa 42 1967. (OCLC 18979715)
- Jien ; Howard S Levy;  Jirō Okazaki, The priest Jien (1155-1225), 1200 poems, Yokohama, Japan : Warm-Soft Village Branch, Poetry Division, Kay-Ell Publications, 1983. (OCLC 17620644)
- Jien ; Keiji Nagahara;  Chikafusa Kitabatake, Jien, Kitabatake Chikafusa, Tōkyō : Chūō Kōronsha, Shōwa 58 1983. (OCLC 26515531)
- Jien ; Jean-Noël Robert, La Centurie du Lotus : Poèmes de Jien (1155-1225) sur le Sûtra du Lotus, Paris, Collège de France, Institut des Hautes Études Japonaises, 2008.  (ISBN 978-2-913-217-19-5)